# Чон Мьон Сук
Чон Мьон Сук (кор. 정명숙; нар. 2 червня 1993) — північнокорейська борчиня вільного стилю, триразова бронзова призерка чемпіонатів світу, срібна та бронзова призерка чемпіонатів Азії, чемпіонка Азійських ігор, чемпіонка світу серед військовослужбовців, учасниця Олімпійських ігор.

## Життєпис
Боротьбою почала займатися з 2006 року. У 2013 році стала чемпіонкою світу серед юніорів.
Виступає за спортивний клуб Пхеньяна. Тренер — Пак Хьон Чел.

## Спортивні результати на міжнародних змаганнях

### Виступи на Олімпіадах
| Змагання                    | Збірна | Вагова категорія          | Місце |
| --------------------------- | ------ | ------------------------- | ----- |
| Літні Олімпійські ігри 2016 | КНДР   | жіноча боротьба, до 53 кг | 7     |

### Виступи на Чемпіонатах світу
| Змагання                        | Збірна         | Вагова категорія          | Місце  |
| ------------------------------- | -------------- | ------------------------- | ------ |
| Чемпіонат світу з боротьби 2014 | Північна Корея | жіноча боротьба, до 53 кг | Бронза |
| Чемпіонат світу з боротьби 2015 | Північна Корея | жіноча боротьба, до 53 кг | Бронза |
| Чемпіонат світу з боротьби 2018 | Північна Корея | жіноча боротьба, до 55 кг | Бронза |

### Виступи на Чемпіонатах Азії
| Змагання                       | Збірна         | Вагова категорія          | Місце  |
| ------------------------------ | -------------- | ------------------------- | ------ |
| Чемпіонат Азії з боротьби 2017 | Північна Корея | жіноча боротьба, до 53 кг | Бронза |
| Чемпіонат Азії з боротьби 2019 | Північна Корея | жіноча боротьба, до 53 кг | Срібло |

### Виступи на Азійських іграх
| Змагання           | Збірна         | Вагова категорія          | Місце  |
| ------------------ | -------------- | ------------------------- | ------ |
| Азійські ігри 2018 | Північна Корея | жіноча боротьба, до 57 кг | Золото |

### Виступи на інших змаганнях
| Змагання                                                  | Збірна         | Вагова категорія          | Місце  |
| --------------------------------------------------------- | -------------- | ------------------------- | ------ |
| Золотий Гран-прі з боротьби 2015                          | Північна Корея | жіноча боротьба, до 53 кг | 12     |
| Чемпіонат світу з боротьби серед військовослужбовців 2018 | Північна Корея | жіноча боротьба, до 55 кг | Золото |

### Виступи на змаганнях молодших вікових груп
| Змагання                                     | Збірна         | Вагова категорія          | Місце  |
| -------------------------------------------- | -------------- | ------------------------- | ------ |
| Чемпіонат Азії з боротьби серед юніорів 2013 | Північна Корея | жіноча боротьба, до 51 кг | Золото |